# Trogen (Germania)
Trogen è un comune tedesco di 1 606 abitanti, situato nel land della Baviera.